# George D. Wallace
George Dewey Wallace (New York, 8 giugno 1917 – Los Angeles, 22 luglio 2005) è stato un attore statunitense.

## Biografia
Noto per aver preso parte al film L'uomo bicentenario (1999) di Chris Columbus, morì nel 2005 a 88 anni, in seguito a complicazioni di una caduta.

## Filmografia parziale

### Cinema
- Squali d'acciaio (Submarine Command), regia di John Farrow (1951)
- I conquistatori della Luna (Radar Men from the Moon), regia di Fred C. Brannon (1952)
- Sposa di guerra giapponese (Japanese War Bride), regia di King Vidor (1952)
- Il sentiero dei sioux (The Homesteaders), regia di Lewis D. Collins (1953)
- Arena, regia di Richard Fleischer (1953)
- La fine di un tiranno (Border River), regia di George Sherman (1954)
- Al di là del fiume (Drums Across the River), regia di Nathan Juran (1954)
- Giungla umana (The Human Jungle), regia di Joseph M. Newman (1954)
- La storia di Tom Destry (Destry), regia di George Marshall (1954)
- L'uomo senza paura (Man Without a Star), regia di King Vidor (1955)
- Lo sciopero delle mogli (The Second Great Sex), regia di George Marshall (1955)
- Il pianeta proibito (Forbidden Planet), regia di Fred M. Wilcox (1956)
- Apache in agguato (Six Black Horses), regia di Harry Keller (1962)
- Texas oltre il fiume (Texas Across the River), regia di Michael Gordon (1966)
- Il magliaro a cavallo (Skin Game), regia di Paul Bogart (1971)
- L'inferno di cristallo (The Towering Inferno), regia di John Guillermin (1974)
- Paura (Native Son), regia di Jerrold Freedman (1986)
- L'ultima battuta (Punchline), regia di David Seltzer (1988)
- Cartoline dall'inferno (Postcards from the Edge), regia di Mike Nichols (1990)
- Prossima fermata: paradiso (Defending Your Life), regia di Albert Brooks (1991)
- La notte dell'imbroglio (Diggstown), regia di Michael Ritchie (1992)
- Il mio primo bacio (My Girl 2), regia di Howard Zieff (1994)
- Morte apparente (Almost Dead), regia di Ruben Preuss (1994)
- Mi sdoppio in 4 (Multiplicity), regia di Harold Ramis (1996)
- Piovuta dal cielo (Forces of Nature), regia di Bronwen Hughes (1999)
- L'uomo bicentenario (Bicentennial Man), regia di Chris Columbus (1999)
- Minority Report, regia di Steven Spielberg (2002)

### Televisione
- General Electric Theater – serie TV, episodio 3x01 (1954)
- The Alaskans – serie TV, episodio 1x08 (1959)
- Sugarfoot – serie TV, episodio 3x13 (1960)
- Man with a Camera – serie TV, episodio 2x14 (1960)
- Il magnifico King (National Velvet) – serie TV, episodio 1x02 (1960)
- Bourbon Street Beat – serie TV, episodio 1x29 (1960)
- Surfside 6 – serie TV, episodio 1x07 (1960)
- Gli uomini della prateria (Rawhide) – serie TV, 3 episodi (1960-1961)
- Maverick – serie TV, 2 episodi (1960-1961)
- Scacco matto (Checkmate) – serie TV, episodio 1x19 (1961)
- Indirizzo permanente (77 Sunset Strip) – serie TV, episodio 3x29 (1961)
- Il virginiano (The Virginian) – serie TV, 3 episodi (1963-1966)
- I sentieri del west (The Road West) – serie TV, episodio 1x09 (1966)
- Bonanza – serie TV, episodio 11x24 (1970)
- Le strade di San Francisco (The Streets of San Francisco) – serie TV, 3 episodi (1973-1975)
- La casa delle anime perdute (The Haunted), regia di Robert Mandel – film TV (1991)
- X-Files (The X-Files) – serie TV, episodio 9x08 (2002)

## Doppiatori italiani
Nelle versioni in italiano delle opere in cui ha recitato, George D. Wallace è stato doppiato da:
- Carlo Hintermann ne Il pianeta proibito
- Bruno Persa in Apache in agguato
- Gianfranco Bellini in Alla conquista del West
- Alessandro Sperlì in Top Secret (ep. 1x04)
- Oreste Rizzini in Moonlighting
- Giampiero Albertini in Prossima fermata: paradiso
- Nino Prester in Star Trek: The Next Generation
- Luciano De Ambrosis in L'uomo bicentenario
- Dante Biagioni in X-Files